# Cirilo VI
El papa San Cirilo VI de Alejandría (nacido como Azer Youssef Atta; Damanhur, Egipto, 2 de agosto de 1902 - 9 de marzo de 1971) fue el papa y patriarca de la Iglesia ortodoxa copta de Alejandría desde el 10 de mayo de 1959 hasta su muerte el 9 de marzo de 1971.

## Primeros años
Nació en Damanhur, Egipto, en el seno de una familia ortodoxa copta. Trabajó en la administración pública, pero en julio de 1927 dejó el trabajo y decidió ordenarse monje. Pasó el periodo de pruebas y finalmente, el 24 de febrero de 1928, hizo sus votos monásticos en el Monasterio de Paromeos, asumiendo el nombre de Padre Mina el-Baramosy (Menas del Monasterio de Paromeos).
En 1947, mandó construir una iglesia en honor a San Menas en El Cairo. También solía acudir a la iglesia de la Santa Virgen de Babilonia de los Pasos.

## Papado

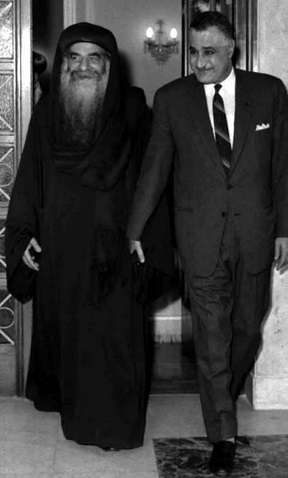
El papa Cirilo VI con el presidente Gamal Abdel Nasser, mayo de 1967

El Padre Mina se convirtió en papa copto el 10 de mayo de 1959, siendo el único patriarca del siglo XX que no había sido previamente obispo. Por ello se decidió ascenderle a Arzobispo de la Iglesia ortodoxa etíope en sustitución del entonces arzobispo Abuna Basilios, que pasó a ser Patriarca de Etiopía. Como muestra de gratitud, el emperador Haile Selassie le entregó el Gran Cordón de la Estrella de Salomón. 
En noviembre de 1959 puso la primera piedra del nuevo Monasterio de San Mina en el Desierto de Mariout. En enero de 1965 presidió el Comité de las Iglesias ortodoxas orientales en Adís Abeba, el primer sínodo ecuménico de la historia contemporánea. En junio de 1968, logró que se trajeran las reliquias de San Marcos el Evangelista a Egipto, que habían sido llevadas de Alejandría a Venecia hacía 11 siglos. Las reliquias fueron enterradas en la por entonces recién creada Catedral Copta de San Marcos en El Cairo, que se convirtió en la nueva sede de los pontífices coptos. Ésta había sido construida bajo su mandato e inaugurada en una ceremonia a la que acudieron el presidente Nasser, el emperador Haile Selassie y delegados de todas las iglesias.
Su papado también estuvo marcado por las apariciones de Zeitoun, donde según los cristianos la Virgen María se hizo presente en varias ocasiones durante un periodo de tres años.
Cirilo murió el 9 de marzo de 1971 tras una corta enfermedad, siendo sucedido por Shenouda III.